# Distrito de Huanta
El distrito de Huanta es uno de los doce que conforman la provincia de Huanta, ubicada en el departamento de Ayacucho, en el Sur Perú.  Limita por el Norte con los distritos de Santillana y Sivia; por el Sur con los distritos de Iguaín y Huamanguilla; por el Este con los distritos de Ayna y Tambo; y, por el Oeste con los distritos de Luricocha y Santillana.
Desde el punto de vista jerárquico de la Iglesia católica, forma parte de la Arquidiócesis de Ayacucho.

## Historia
El dispositivo de creación como distrito no existe, pero se sostiene que sucedió en la época de la Independencia. Fue elevada de Villa a la categoría de Ciudad el 22 de noviembre de 1905 Dada por de la Ley Nro. 138.
La historia de Huanta se remite hasta aproximadamente 20 000 años a. C. en Piquimachay. En estas y otras cuevas como Ayamachay y Rosasmachay, se han encontrado restos líticos, porciones de alimentos, ceramios, huesos de animales y otros relacionados con la vida humana. Durante los años 600 a 700 DC, los Warpas poblaron esta región, estableciendo relaciones de intercambio comercial y cultural con los Nazca y Tiahuanaco. Los Warpas alcanzaron formas revolucionarias en el aspecto organizativo, fundando ciudades y aglomeraciones poblacionales de importancia. La metrópoli principal ocupaba una extensa meseta que la podemos apreciar en el viaje de Huanta hacia Huamanga en la parte baja de Quinua, y que contó con aproximadamente 40 mil habitantes. La prosperidad de castas dominantes, como la militar y la religiosa, en detrimento de los campesinos, artesanos y esclavos hizo declinar el poder de los Wari hacia aproximadamente los años 1,200 DC.
La ciudad de Huanta fue fundada por los españoles, que inicialmente se asentaron en localidad de Azángaro. Huanta fue convertida en capital del Corregimiento por encomienda otorgada a Don Diego Gavilán en el año de 1569. Este acto administrativo fue ratificado como tal por el Virrey Toledo en 1571.
Ya desde 1567 Huanta formaba parte del Obispado de Huamanga, abarcando 12 curacatos: San Pedro de Huanta, San Antonio de Luricocha, San Juan de Tambo, San Juan de Huamanguilla, Quinua, Tambillo, Ticllas, Mayocc, Paucarbamba, parte de la selva y la actual provincia de Tayacaja que era conocida como Huaribamba.
En 1822 por acción del reglamento de elecciones del Congreso Constituyente se establece la existencia de Huanta como parte del departamento de Huamanga, condición ratificada por la Constitución de 1823.
El 21 y 22 de junio de 1969 los estudiantes y padres de familia de Huanta se movilizaron en rechazo del Decreto 006-69 del Ministerio de Educación del gobierno militar, entonces encabezado por Juan Velasco Alvarado. El decreto obligaba la imposición de cobros a los estudiantes que obtuviesen nota desaprobatoria en los cursos regulares. La población salió en defensa de la gratuidad de la enseñanza y la represión de la Policía y los Sinchis dejó como saldo 20 muertos, entre ellos estudiantes de la sección nocturna. Luego del suceso, conocido como La Rebelión de Huanta, el presidente dio marcha atrás y derogó dicho decreto.

## Geografía
Abarca una extensión de 375,3 km².
Su capital es la ciudad peruana de Huanta situada a 2628 m s. n. m., que a la vez es capital del provincia del mismo nombre. Por su clima cálido templado es conocida como "La Esmeralda de los Andes".

### Lagunas
- Laguna Qarqarqucha
- Laguna Ichmaqucha
- Laguna Mituqucha
- Laguna Chacaqucha
- Laguna San Antonio
- Laguna Yanaqucha
- Laguna Pampaqucha
- Laguna Pisququcha
- Laguna Jatunticlla

## Centros poblados

### Centros poblados urbanos
- Ciudad Huanta
- Barrios: Alameda , Mercado , Parque Central, Espíritu, Hospital, Huantachaca, Matará, Cinco Esquinas, Perascucho.
- Pueblos Jóvenes: Castro Pampa, Chancaray, Asnaq Huayco, nuevos asentamientos humanos Nueva Jerusalén, Vista Alegre (desplazamiento político).

### Centros poblados rurales
El principal Centro Poblado "San Jose de Cangari"
- Caseríos: Ccanis, Cedropata, Huallhuayocc, Ichpico, Mío, Paquecc, Cangari, San luis,

Runguyoq, Uchuraccay, Iquicha.
- Anexos: Caballo Cancha, Ccarhuahurán, Chuque, Chuyas, Huancayocc, Huaychao, Llacllam, Maynay, Occochaca, Pampa Chacra, Pampalca, Panti, Patasucro, Pucara, Ccano, Quinrapa, Viru Viru, Yanarumi
- Unidades agropecuarias: Callqui, Cachas, Ccolpapampa, Chacco, Chancaray, Chula, Durazno Pata, Espíritu Santo, Huanza, Palmayoc, Piscotuna, Pultunchara, Rosario, Seccllas, Soccoscocha, Uchcumarca, Ñahuimpuquio.

## Autoridades

### Municipales
- 2015 - 2018[2]
  - Alcalde: Percy Abel Bermudo Valladares, Alianza Renace Ayacucho (ARA).
  - Regidores: Diógenes Juan Rivas Cervantes (ARA), Marco Antonio Bautista Tomailla (ARA), Ruth Socorro Velapatiño Ayala (ARA), Teófilo César Zegarra Cárdenas (ARA), Amancio Huamán Auccatoma (ARA), Vidal Armando Huamán Quispe (ARA), Paola Thalia Rojas Yance (ARA), Luz Amanda Valdez Romaní (Qatun Tarpuy), Oscar Oré Curo (Qatun Tarpuy), Raúl Ramos Malpica (Alianza para el Progreso), Margot Barboza Lope (Alianza para el Progreso).

### Religiosas
- Parroquia de San Pedro[3]
  - Párroco: Pbro. Julián Huamán Mendoza.

### Policiales
- Comisario: Cmdte PNP Elmo de la Cruz Trejo.

## Atractivos turísticos
- La Iglesia matriz

Edificación de cal y piedra, donde tiene lugar una emotiva ceremonia en Semana Santa. Frente a ella se halla un pintoresco parque lleno de palmeras y árboles.
- Capilla de la Virgen de la Asunción

Ubicada en el Parque de Los Héroes, es el primer templo colonial construido en 1560.
- Capilla de la Virgen del Rosario

Dedicada a la Patrona de Huanta, la Santísima Virgen del Rosario, es la segunda que se edificó en esta ciudad, por disposición del Párroco Blas Hernando en el año de 1754.
- Templo de San Pedro o Matriz de Huanta

Sus dos hermosas torres fueron construidas en los albores del siglo XX, la del lado izquierdo es la más antigua, su construcción se inició en 1709 y la otra en 1774 la que se concluyó en 1920 y su cúpula en 1815.
- Templo del Sagrado Corazón de Jesús

Conocido como el Convento de los Padres Redentoristas, el 30 de junio de 1905 fue colocada la primera piedra, con la advocación del sagrado Corazón de Jesús, Patrón del Convento.
- Santuario del Señor de Maynay

Lleva este nombre en honor a la venerada y milagrosa imagen del Cristo Crucificado, fue edificado una capilla en 1812, por la piedad y el fervor religioso de don Melchor Palomino, natural del pago de Pampachacra y por el español don Antonio Cárdenas. Y en 1996 se concluyó la edificación del moderno Santuario.
- Templo del Señor de la Ascensión

Edificado en el Parque Gervasio Santillana, del barrio de la Alameda, por los arrieros y comerciantes huancaínos asentados en la ciudad de Huanta, por el año de 1914.
- Capilla de Cedrocucho

La imagen del Señor de Cedrocucho es solamente el rostro de Cristo, la que es venerada con devoción en los primeros días del mes de mayo.
- Capilla de Cruz Verde

Se encuentra a dos cuadras de la anterior Capilla, en el barrio de Cruz Verde.
- Museo Municipal “Ricardo E. Urbano”
- Palacio Municipal
- Casona y Portal Iguaín
- Casa de la Familia Vega
- Casa de don Miguel Untiveros
- Casa de Gervasio Santillana
- La Posada del Márquez

- Estadio Municipal de Huanta

Fue construido en 1974 e inaugurado al año siguiente, convirtiéndose en testigo de un sinnúmero de eventos deportivos.

### Poblaciones
- Huantachaca

Lugar donde se libró, el 27 de marzo de 1857, una batalla, entre las fuerzas del general Pedro Díez-Canseco y los revolucionarios huantinos, que se sublevaron contra el gobierno del mariscal Ramón Castilla a favor del general Vivanco, a las órdenes del teniente coronel José Antonio Hernando, donde después de una feroz resistencia, los revolucionarios huantinos fueron derrotados.
- Callqui

Fortaleza natural de los famosos y temibles montoneros iquichanos, histórico lugar donde se planearon, para las invasiones a la población de Huanta, contra los intolerables abusos de las autoridades políticas de la provincia, escenario donde se oyeron los primeros escalofriantes detonaciones de las primeras balas en señal de rebelión y el estrépito de la caballería de los iquichanos y el eco marcial de los tambores y cornetas que hacían temblar de miedo a los habitantes de la ciudad, haciendo presagiar terribles tragedias de luto y llanto
- Iquicha

Gradientes y empinadas faldas que ofrecen una vista sugestiva y panorámica con su grandiosa vegetación, es uno de los lugares más valiosos y pintorescos de Huanta, que representa una verdadera reliquia histórica y un orgullo para los huantinos, pues aquí los bravos y valientes Iquichanos, pelearon como fieras en diferentes épocas, midiendo con orgullo sus toscas y primitivas armas, que empuñaron con indescriptible valor y heroísmo con las poderosas fuerzas militares, encabezados por los más notables militares veteranos de nuestra independencia, que después llegaron a la Presidencia de la República con los grados de Generales y Mariscales.
En 1833, Agustín Gamarra, Miguel de San Román, Pedro Bermúdez y Juan Crisóstomo Torrico, pelearon contra los Iquichanos en este mismo lugar. En 1857 Pedro Díez-Canseco, peleó con los revolucionarios vivanquistas huantinos. En 1896, el Mariscal Oscar R. Benavides, peleó con los Iquichanos sublevados por el impuesto a la sal, cuando ostentaba aún el grado de Teniente en el batallón Callao en la Expedición comandado por el Coronel Domingo J. Parra.
- Uchuraccay

Testigo de dos hechos históricos, primero el 25 de marzo de 1828 se realizó una encarnizada batalla entre las fuerzas del Comandante Gabriel Quintanilla, auxiliado por las fuerzas del General Francisco de Vidal y los aguerridos iquichanos, a las órdenes del General José Antonio Navala Huachaca, resultando derrotados las fuerzas del General Huachaca, después de una feroz resistencia, con numerosos muertos, heridos y prisioneros, entre ellos el hermano del General Huachaca.
También es testigo mudo de la masacre de los periodistas Jorge Sedano de “La República”, Amador García Yunque de la Revista “Oiga”, Pedro Sánchez Gavidia y Eduardo de la Piniella Paola de “El Diario Marka”, Willy Retto Torres y Jorge Luis Mendivil Trelles de “El Observador”, Octavio Infante García y Félix Gavilán Huamán de “Noticias” de Ayacucho, hecho que se produjo el 26 de enero de 1983, por esta razón Uchuraccay con justa razón ha sido declarado recientemente por la Municipalidad Provincial de Huanta como “Cuna de la Verdad y de los Mártires del Periodismo Nacional”.
- Puente de Ayahuarcuna

De cal y piedra construido en el año de 1771 por disposición del Corregidor y Justicia Mayor de San Pedro de Huanta don Domingo Encalada y Torres, en este puente ubicado entre la carretera de Huanta a Ayacucho, los aguerridos Pokras, antecesores de los bravos y valientes Iquichanos degollaron y colgaron a los tenientes del Inca Viracocha aproximadamente en el año de 1324; de ahí el nombre de Ayahuarcuna, que significa en quechua lugar donde se cuelgan cadáveres.
- Meseta de Yanallay

Célebre dentro de las páginas de la historia de Huanta e historia nacional, donde el memorable 15 de noviembre de 1839, se firmó el famoso e histórico acta o convenio de Yanallay, entre el gobierno y los guerrilleros Iquichanos, siendo representado el primero por el comandante General Manuel Lopera y el Comandante iquichano Tadeo Chocce, en representación del gran caudillo General José Antonio Navala Huachaca, quienes después de 18 años de haberse proclamado la Independencia del Perú, se comprometieron formalmente a deponer las armas para siempre contra el gobierno y respetar las leyes de la

### Yacimientos arqueológicos
- Yacimiento arqueológico de Azángaro

La arqueóloga canadiense Dra. Martha Anders, en 1978-79 realizó excavaciones, hallando fragmentos de cerámica y utensilios metálicos de cobre. Anders, afirma que Azángaro no sólo fue un “Centro Urbano Administrativo del Imperio Wari” (siglos vi y vii), en el aspecto social, político, militar y económico, sino también fue un oráculo donde se llevaban a cabo rituales religiosos mágicos a cargo de los “Awkis”, que eran hombres viejos, sabios y depositarios de los valores culturales. Ellos predecían el clima, las calamidades, las sequías y las heladas, las lluvias y las buenas cosechas para la agricultura en el valle y en las regiones aledañas. Los Awkis, observando la posición de la luna, el sol y de las estrellas podían predecir el destino de los hombres, los odios, las muertes, desgracias y las guerras.
- Azángaro

Es una palabra quechua, deriva de la toponimia “Zankay”, que significa lugar de los cactus gigantes de 8 o más metros de altura, que rematan en su corona de flores de color lila y amaranto. El tallo es cilíndrico, cubierto de gigantescas espinas. El yacimiento arqueológico se encuentra ubicado al oeste de la ciudad de Huanta, está situada en una extensa planicie, en los bajíos del valle en la región chawpi yunga, cerca al río Cachi-Huarpa, a 2.390 m s. n. m.
- Yacimiento arqueológico de Allcuhuillca

Se encuentra al sur de la ciudad de Huanta, la cumbre de este gran cerro es extensa y plana, donde existen pequeñas construcciones circulares. Llama la atención dos fortines: uno de forma rectangular llamado Incaraccay, que domina el valle de Huanta, tiene 60 m de largo y 40 m de ancho, sus muros de piedra son de 1 m de ancho; el otro llamado Molinuyoc, se ubica en el sur a 2 km del anterior.

## Economía
Huanta es una plaza comercial a la que afluyen buen número de comerciantes de otras ciudades del Perú, principalmente de Huancayo.

## Educación Superior
- IESPP. "José Salvador Cavero Ovalle" (JOSACO)

Alma mater de la Educación huantina, inicia su funcionamiento allá por los años de 1966, con el nombre de ESCUELA NORMAL MIXTA DE HUANTA, gracias a la gestión y el denodado esfuerzo del profesor Artemio Huillca Galindo, las instituciones, padres de familia y comunidad huantina; asimismo la III Región de Educación de Huancayo, dispone el 10 de marzo del mismo año encargar la Dirección de este Centro Superior de Formación Magisterial, al profesor Artemio Huillca Galindo; también el día 10 de marzo del año 1966, se instala una comisión para la inscripción de postulantes en el Colegio Estatal “González Vigil”, captando 123 aspirantes, de los cuales logran ingresar sólo 45 alumnos.
La Escuela Normal Mixta de Huanta, el primer Centro de Formación Magisterial, fue creada el año 1966 mediante Ley N° 15850, para brindar formación profesional en la Especialidad de Educación Primaria a los hijos de la provincia de Huanta y provincias vecinas, posteriormente el ejecutivo oficializa el funcionamiento mediante Ley N° 16737, de fecha 30 de noviembre del año 1967, la cual se conmemora como aniversario de funcionamiento de esta casa superior de estudios.
Luego de las gestiones de las autoridades, directivos y sociedad civil, se concretó el "licenciamiento institucional" del Instituto de Educación Superior Pedagógica Pública "José Salvador Cavero Ovalle", que permitirá seguir garantizando la formación en pedagogía de los jóvenes de la provincia de Huanta.
La medida fue oficializada mediante la Resolución Ministerial N° 267-2020-MINEDU, de fecha 8 de julio del presente, que establece el licenciamiento institucional como Escuela de Educación Superior Pedagógica Pública "José Salvador Cavero Ovalle", que incluye dos programas de estudios de educación inicial intercultural bilingüe y educación primaria intercultural bilingüe.

## Educación Estatal-EBR
- G.U.E "González Vigil"
- I.E "María Auxiliadora"
- I.E "Esmeralda de los Andes"
- I.E "Nuestra Señora de las Mercedes" (Mama Clara)
- I.E "San Ramón"
- I.E "Las Mercedes"
- I.E "Luis Cavero Bendezú"
- I.E "María Urribari Gómez"
- I.E "Huanta"

## Educación Privada
- I.E.P César Vallejo
- I.E.P San Alfonso
- I.E.P San Gutember
- I.E.P Mario Bunge
- I.E.P William Paredes Morales

## Folclore y gastronomía

### Gastronomía
En la provincia es posible preparar cualquier plato, simplemente porque en las fértiles tierras del extenso valle, se siembra, cultiva y cosecha muchos productos alimenticios de gran diversidad de productos alimenticios, de tal forma, que en la cocina podemos preparar ricos y deliciosos potajes, Huanta es realmente una provincia privilegiada por la naturaleza.
Los siguientes son los platos más populares en Ayacucho y Huanta
Los platos típicos son: qapchi, chicharrón, mondongo, patachi, puca picante, human caldo o caldo de cabeza, cuy chaktado, pachamanca, atajo picante, entre otros. Sus bebidas tradicionales son: chicha de jora, de molle y de siete semillas, entre otras.
En esta parte del país, la alimentación principal continúa siendo el maíz, la papa y multiplicidad de tubérculos. La carne consumida es aquella de la del cuy y otros animales.
La pachamanca es una suerte de comida regional, aunque se consume en todo el país. Su cocido se realiza bajo tierra.

### Festividades
- Carnavales
- Festival del choclo y la pachamanca
- Semana Santa
- Fiestas de las Cruces & Festival de la Palta
- Señor de la Ascensión
- Virgen de la Asunción
- Fiestas Patrias
- Feria regional del Señor de Maynay
- Todos los Santos
- Navidad

### Principales platos típicos
- Ensalada de palta
- Puchero
- Japchi
- Picante de berros
- Teqte de arvejas
- Yuyu picante
- Chuño Pasi
- Sopa de calabaza verde, occa
- Pachamanca
- Cuy chactado
- Chicharrón con chuno (sui generis)
- Mondongo
- Patachi con tocino
- Mazamorras de: calabaza, jahuinca, Llipta etc.

Bebidas y Chichas:
- Siete semillas
- Warapo con achitilla (sui generis)
- Chicha de jora
- Chicha de molle
- Chicha de maní
- Masato (Chicha de yuca)
- Upi (jugo de cabuya o maguey)

## Personas destacadas
- El Coronel "Miguel Lazón Llamas"

Nació en la Villa de Huanta-Ayacucho-Perú, el 2 de septiembre de 1825, fueron sus padres el Capitán de los Reales Ejércitos don Tadeo Lazón de la Garma Sifuentes Montes de Oré y doña Josefa Llamas, dama Cusqueña. Se destacó entre sus contemporáneos como militar y político. En lo primero por su innata vocación a la carrera de las armas combatió en 1857, con el grado de capitán de infantería, en las batallas de Huanta y Pultunchara a las órdenes del General Granadino D. José Bustamante contra la división Diez Canseco enviada por el Gran Mariscal Ramón Castilla, contra cuyo gobierno los Huantinos se rebelaron en favor del General Vivanco.
En octubre de 1863, fue ascendido a la clase de Coronel de las Guardias Nacionales por el presidente de la República D. Juan Antonio Pezet y siendo Presidente el General don Mariano Ignacio Prado, ratificó su despacho de Coronel nombrándole Primer Jefe del Batallón "Libres de Huanta" el 16 de abril de 1879.
Por Decreto Superior del 3 de octubre de 1863, expedido en Andahuaylas por el General Andrés Avelino Cáceres; Jefe Superior Político y Militar de los departamentos del Centro de la República, fue nombrado Subprefecto de la provincia y Comandante en Jefe de las guerrillas de Huanta cuando la invasión de la división Chilena mandada por el Coronel Martiniano Urriola, en este conflicto el Coronel Miguel Lazón fue el alma, director y conductor de los combatientes Huantinos en los sangrientos combates de HUARPA y HUANTA y 40 días después cuando los enemigos chilenos regresaban de Ayacucho con destino a Lima, combatió heroicamente en Huaihuas, el Vado y Mayocc, hasta que la división chilena fue arrojada fuera de los límites de la provincia de Huanta, acciones heroicas que junto con sus guerrilleros invencibles, alcanzaron en esta etapa de la famosa Campaña de la Breña una merecida fama, quienes fueron felicitados oficialmente por el General Andrés Avelino Cáceres.
Como político se distinguió por sus virtudes cívicas y patrióticas. En 1876 fue elegido diputado por la provincia de Huanta, que ejerció durante 03 periodos hasta el 14 de enero de 1890, fecha en la cual fue asesinado en su casa de un balazo disparado desde el techo de la Iglesia Matriz de Huanta por los seguidores políticos del Dr. Feliciano Urbina Vega (destacado hombre de ciencia y político Huantino) quien más adelante correría igual suerte por los seguidores del Coronel Lazón.

## Personalidades
- Magaly Solier
- José Urbina
- Gervacio Santillana Álvarez
- Recaredo Pérez Palma Valdivia
- José Antonio Navala Huachaca
- José Félix Iguaín Cevallos
- José Salvador Cavero Ovalle
- Ricardo E. Urbano Boluarte
- Manuel Jesús Urbina Cárdenas
- Máximo Velando Gálvez
- Carlos Chiyoteru Hiraoka
- Milton Córdova La Torre
- Amílcar Gamarra Altamirano
- Jesús Urbano Rojas
- Miguel Untiveros /Miguel Untiveros Morales
- Teodoro Meneses Morales / Teodoro Liborio Meneses Morales
- Porfirio Meneses Lazón / Francisco Porfirio Meneses Lazón